# QE2
QE2 – album Mike’a Oldfielda wydany w roku 1980. Zawiera między innymi aranżacje utworu Arrival zespołu ABBA oraz Wonderful Land zespołu The Shadows. Tytuł oraz okładka albumu nawiązują do statku RMS Queen Elizabeth 2. Na okładce pierwszego wydania albumu znalazł się nawet wycięty otwór w kształcie bulaju.

## Lista utworów
Album zawiera utwory:
1. Taurus I (Mike Oldfield) – 10:16
2. Sheba (Oldfield) – 3:33
3. Conflict (Oldfield) – 2:53
4. Arrival (Benny Andersson, Björn Ulvaeus) – 2:48
5. Wonderful Land (Jerry Lordan) – 3:38
6. Mirage (Oldfield) – 4:41
7. QE2 (Oldfield, David Hentschel) – 7:38
8. Celt (Oldfield, Tim Cross) – 3:06
9. Molly (Oldfield) – 1:15